# Ikuo Kushiro
Ikuo Kushiro (em japonês:  久城 育夫, Kushiro Ikuo; 1934) é um petrologista japonês. É professor emérito da Universidade de Tóquio.
Trabalha com petrologia experimental. Seus experimentos com peridotitos contribuíram com o conhecimento da formação do magma sob a dorsal oceânica e arcos insulares.

## Prêmios e condecorações
Em 1999 recebeu a Medalha Harry H. Hess da União de Geofísica dos Estados Unidos, e no mesmo ano a Medalha Roebling da Sociedade Mineralógica dos Estados Unidos. Recebeu a Medalha Wollaston de 2003. Recebeu a Ordem do Tesouro da Felicidade Sagrada de 2009.